# Capilla Cybo (Santa Maria del Popolo)

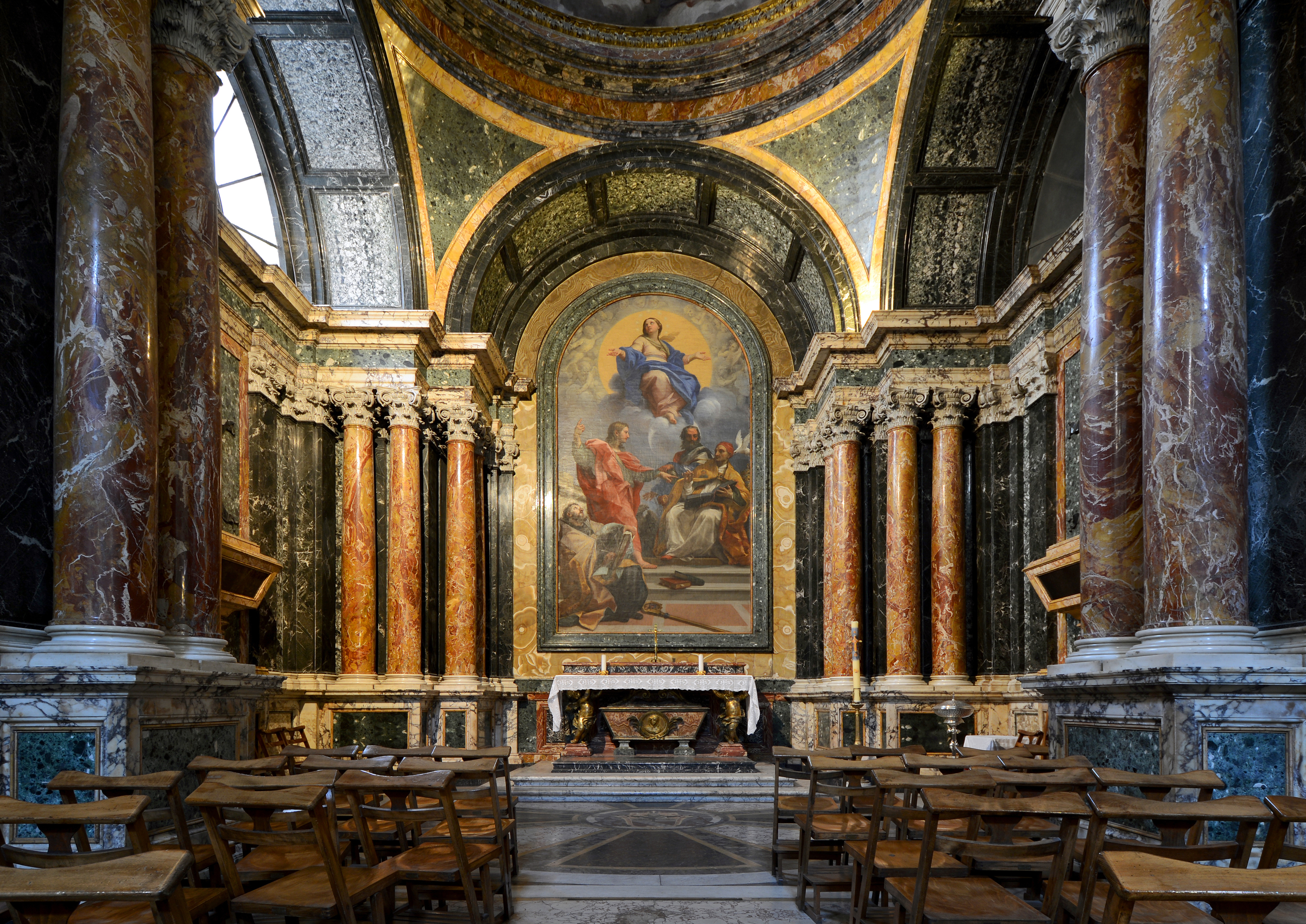
La capilla Cybo con el retablo de Carlo Maratta

La Capilla Cybo (del italiano: Cappella Cybo) es la segunda capilla lateral en la nave derecha de la Basílica de Santa Maria del Popolo en Roma. Por la belleza de sus pinturas, la preciosidad de los revestimientos de mármol que cubren sus paredes y la importancia de los artistas que participaron en su construcción la capilla es considerada uno de los monumentos religiosos más importantes construidos en Roma en el último cuarto del siglo XVII.

## Historia
La capilla que anteriormente existía en el mismo lugar fue erigida por el cardenal Lorenzo Cybo de Mari, sobrino del papa Inocencio VIII, y dedicada a san Lorenzo Mártir. Giorgio Vasari afirmó que el patrón era el cardenal Innocenzo Cybo pero la dedicación sobre el altar indica quien fue el patrón real. Lorenzo Cybo de Mari fue promovido al cardenalato en 1489. La capilla fue construida durante el tiempo entre su elevación y su muerte en 1503. Su arquitectura era idéntica a la de las capillas a su izquierda y derecha: la  Capilla de la Natividad y la Capilla Basso Della Rovere. Estaba decorada con frescos de Pinturicchio y obras de la escuela de Andrea Bregno que se perdieron durante la reconstrucción posterior. El antiguo fresco de la Virgen con el Niño por Pinturicchio fue separado de la pared y enviado por el cardenal a Massa en 1687. El fragmento fue reutilizado como retablo del altar de la capilla ducal de la Catedral de Massa. El monumento funerario muy fino de Lorenzo Cybo de Mari fue trasladado a la iglesia de San Cosimato donde todavía se conservan sus fragmentos. El mismo se atribuye a Andrea Bregno y Giovanni Cristoforo Romano y fue construido entre 1503 y 1510.
Las obras de construcción de la nueva capilla, que sustituyó a la anterior comenzaron en 1682 y terminaron cinco años después. La capilla fue consagrada el 19 de mayo de 1687. La capilla fue construida por el cardenal Alderano Cybo (1613-1700) para glorificar los logros de su familia, los duques de Massa y príncipes de Carrara. El arco de entrada de la capilla fue decorado con las armas ducales de la dinastía Cybo Malaspina de mármol policromado.

## Descripción
La gran capilla fue construida por Carlo Fontana con una planta en forma de cruz griega. El vestíbulo con bóveda está rodeado por una  balaustrada de mármol negro. La capilla en sí está coronada por una cúpula que en su cúspide tiene una linterna y una pequeña cúpula. Desde el exterior, la cúpula es un hito de la Piazza del Popolo.
Las paredes interiores están cubiertas por ricos revestimientos polícromos en mármol negro y verde antico. Las ocho columnas que flanquean los pilares en las esquinas son de color amarillo, jaspe de Sicilia con vetas rojas con capiteles de mármol blanco. El esquema de color es más bien oscuro creando un ambiente melancólico.
El enorme retablo terminado en 1686, es una de las obras más importantes de Carlo Maratta. El retablo representa la Disputa sobre la Inmaculada Concepción con los Cuatro doctores de la Iglesia, San Agustín, Juan Crisóstomo, Juan Evangelista y Gregorio Magno celebrando la pureza de la Virgen. De forma semejante a otras obras del mismo artista, como  en La Virgen con el Niño en la Gloria conservado en El Prado, se representa una Gloria de ángeles que forman un arco circular y la Virgen aparece sobre un trono de nubes. La composición hace recordar a Rafael, y los detalles poseen una precisión extrema y un toque particularmente feliz.
Un pequeño féretro debajo del altar contiene las reliquias de Santa Faustina.
El fresco remolino de la cúpula fue ejecutado por Luigi Garzi en 1684 y representa el Padre Eterno en gloria entre ángeles. Sobre las paredes laterales se encuentran las tumbas del cardenal Alderano y Lorenzo Cybo con bustos de mármol esculpidos por Francesco Cavallini. Los dos querubines de bronce que sostienen el altar mayor son también de su autoría. Hay dos pinturas en las paredes laterales del vestíbulo por Daniel Seiter, el Martirio de Santa Catalina de Alejandría (1685) y el Martirio de San Lorenzo.

## Galería

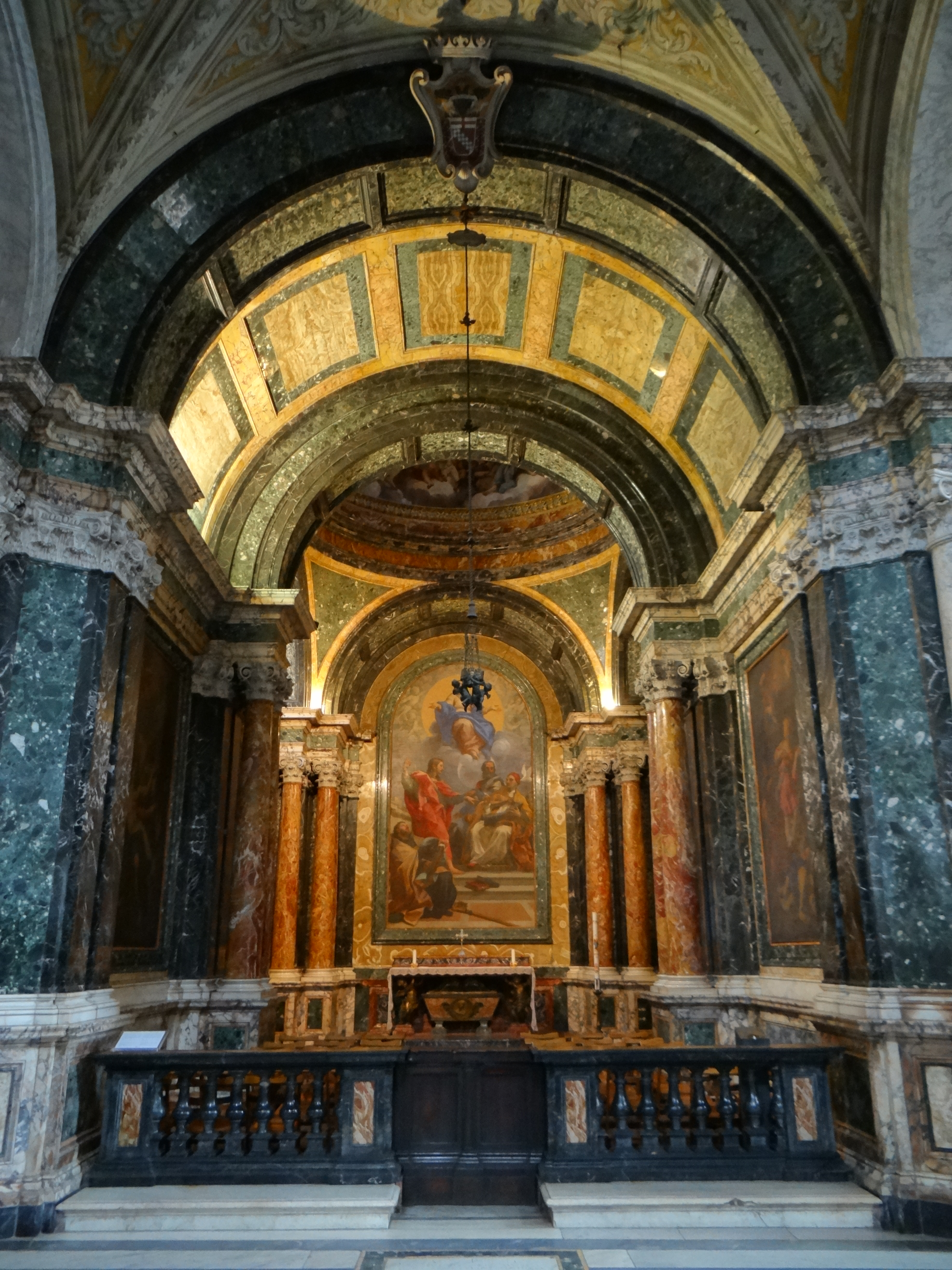
Vista de la capilla desde la nave
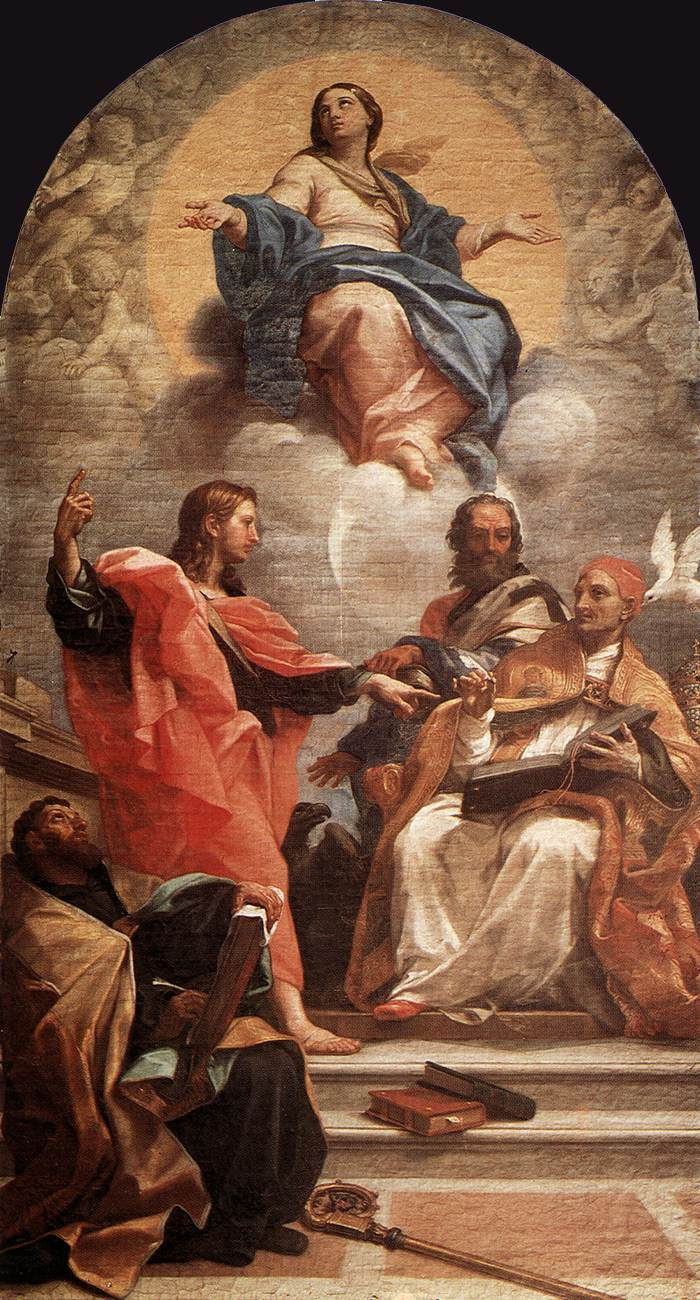
Carlo Maratta:Disputa sobre la Inmaculada Concepción
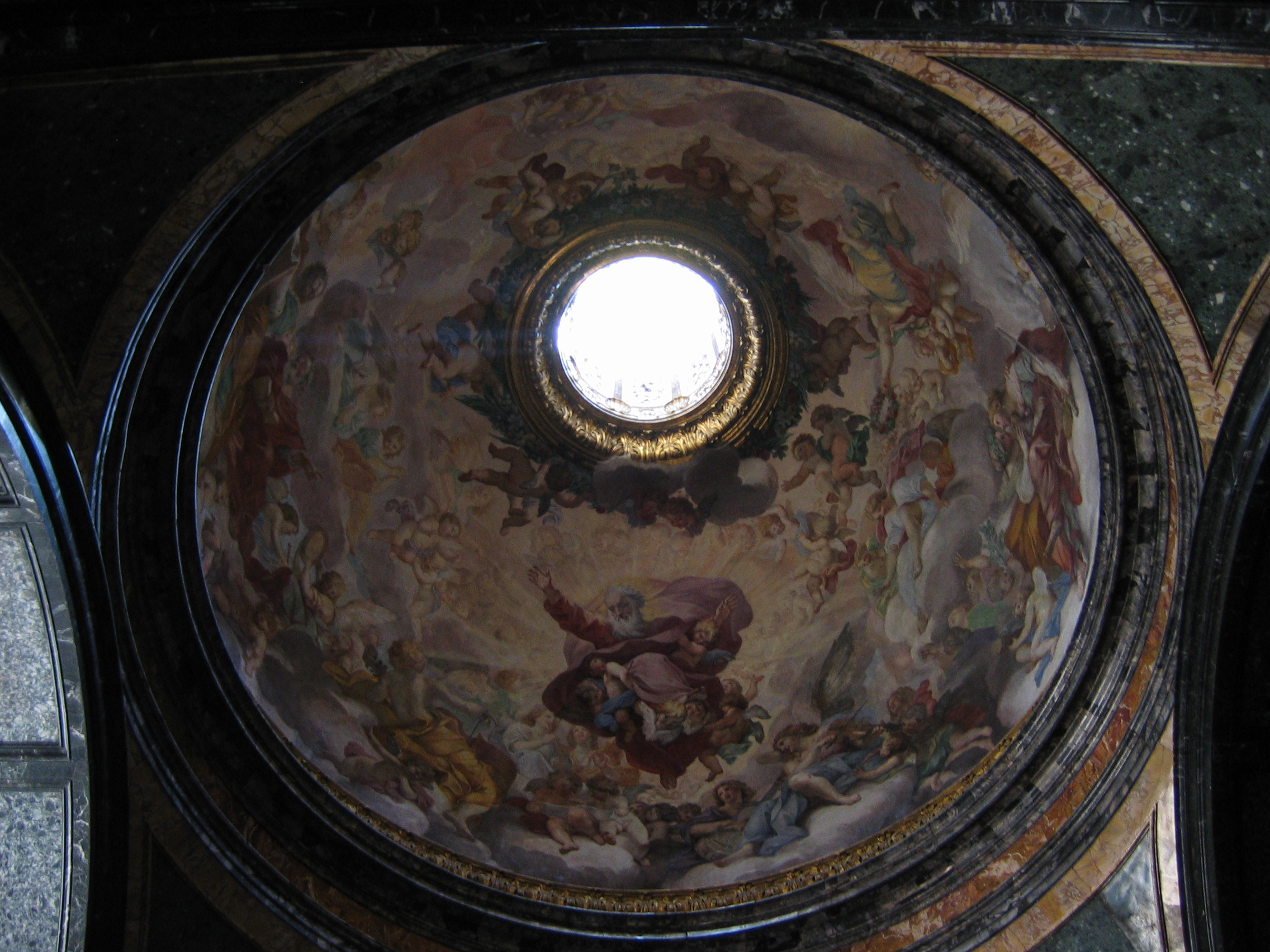
Fresco de la Cúpula por Luigi Garzi: El Padre Eterno en gloria entre ángeles
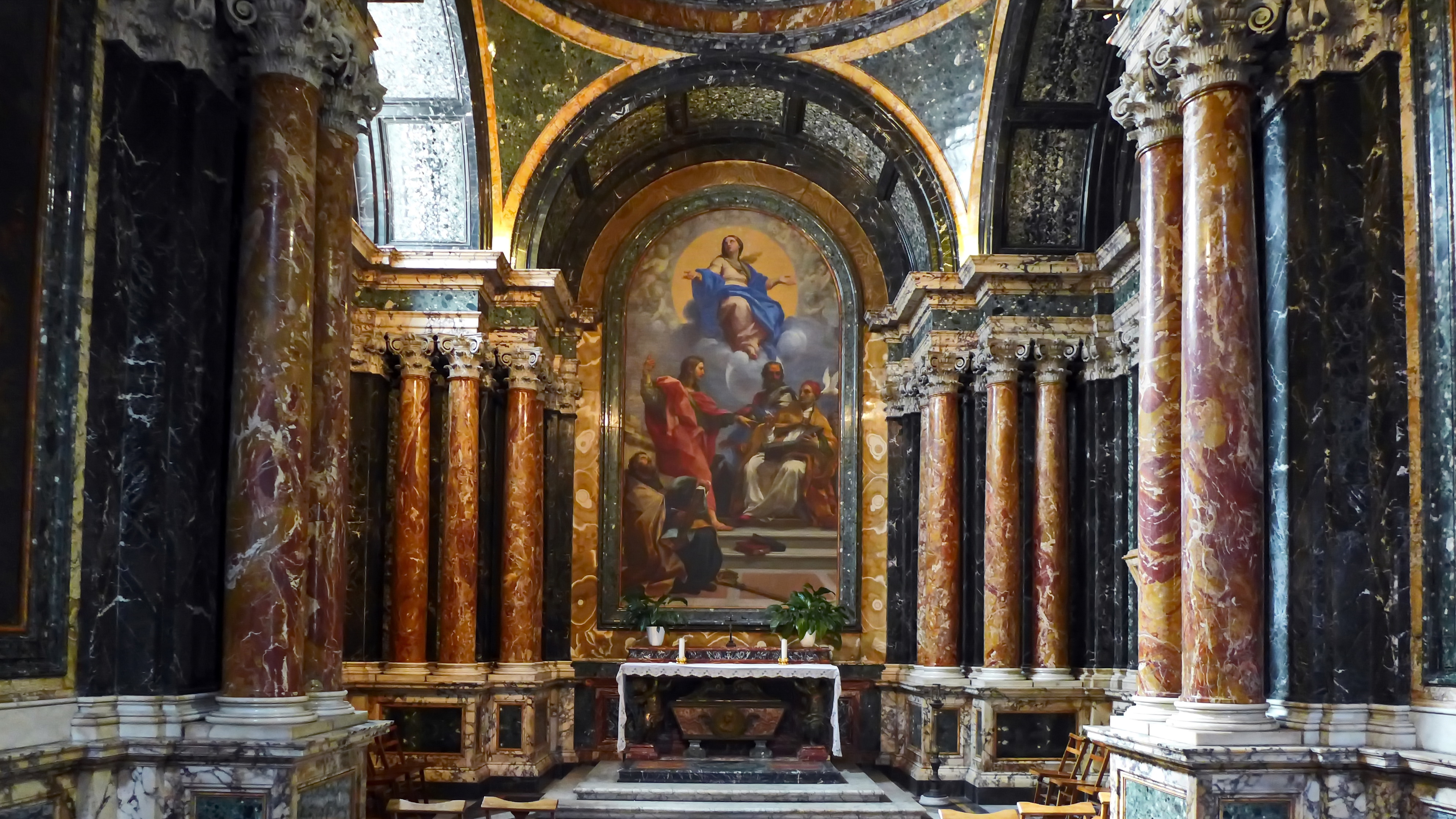
La decoración de mármol es excepcionalmente rica y colorida
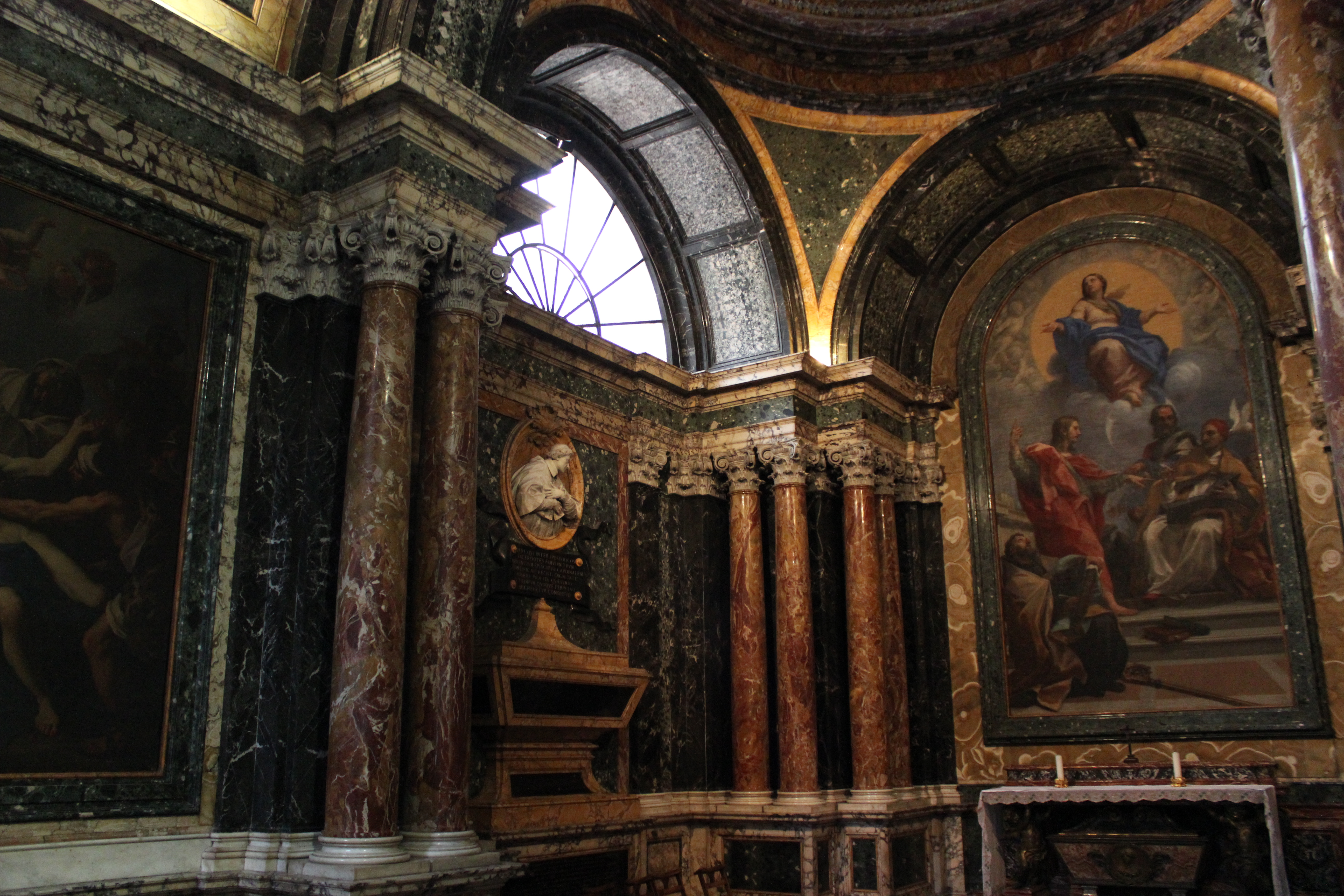
La pared lateral (izquierda)
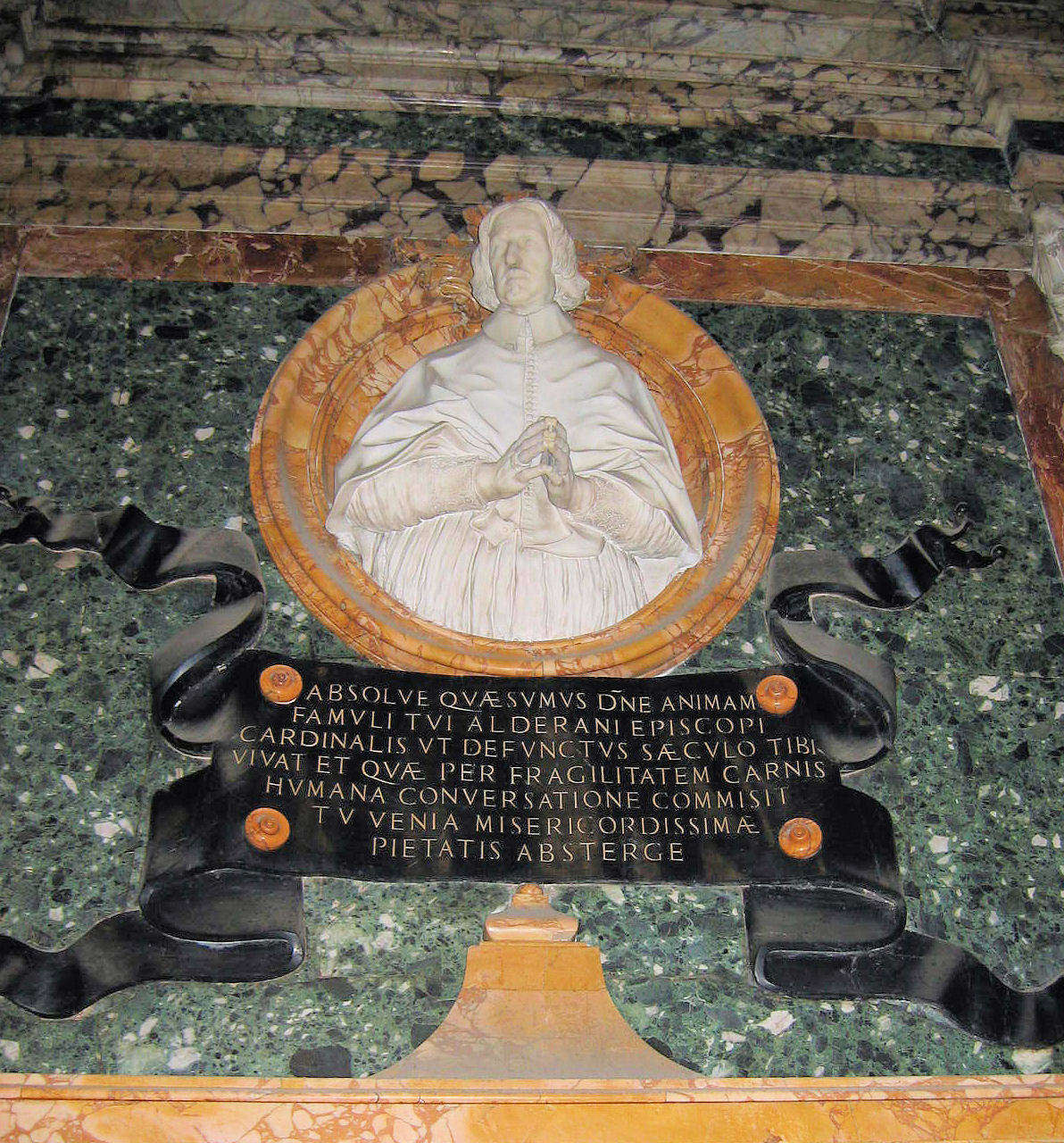
Tumba de Alderano Cybo por Francesco Cavallini
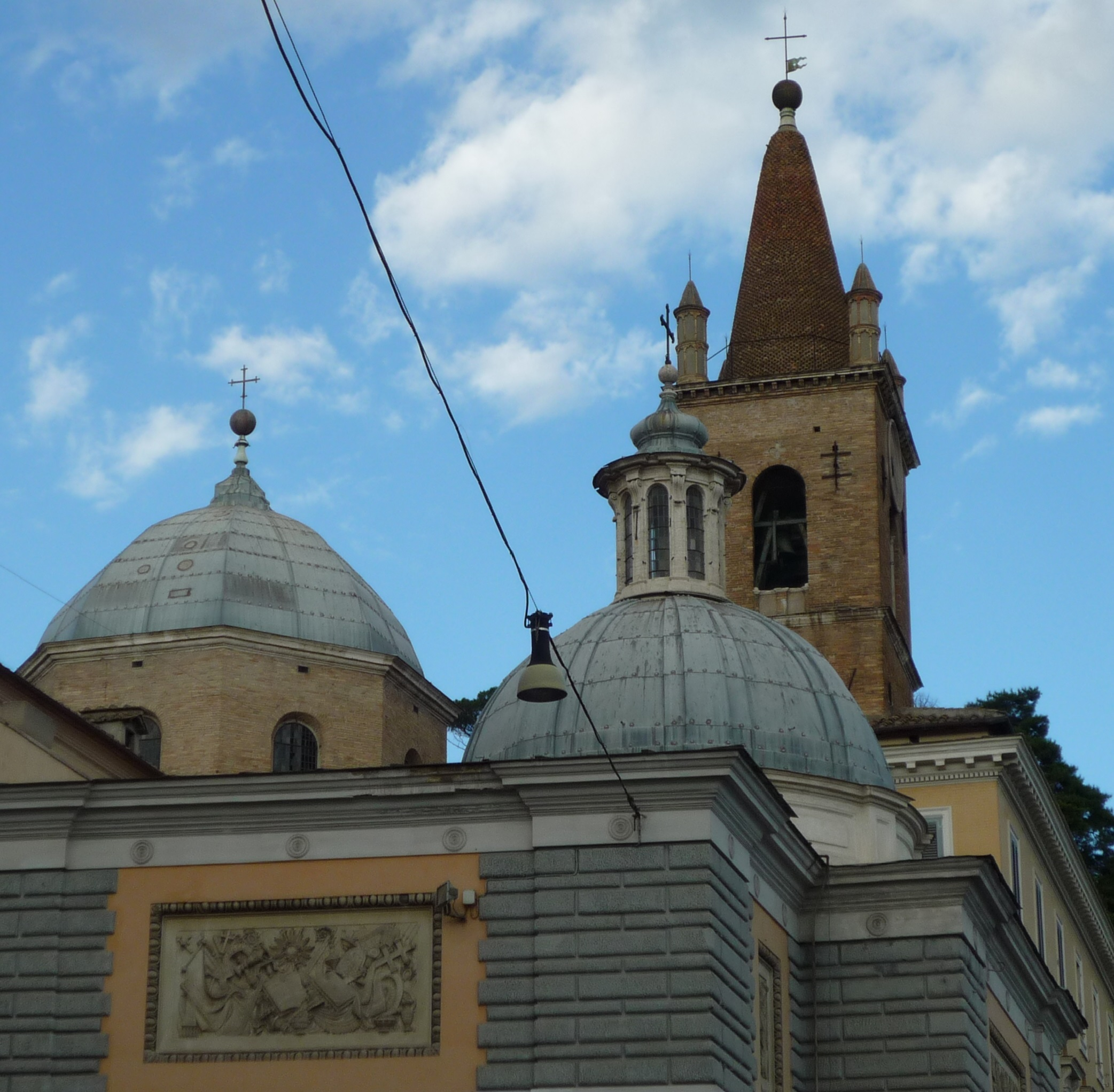
La cúpula de la capilla es un emblema de la ciudad en la Piazza del Popolo